# Laverdines
Laverdines est une ancienne commune française située dans le département du Cher en région Centre-Val de Loire.

## Géographie
Laverdines est situé à mi-chemin entre Bourges et Nevers. 
La commune fait partie du canton d'Avord,.

### Hydrographie et relief
La commune est très faiblement vallonnée, parcourue dans sa partie centrale par une des dernières côtes du bassin parisien, orientée nord-sud et qui divise le territoire en deux parties à peu près égales : 
- la partie supérieure à l'ouest est située à une altitude d'environ 205 m ; ses eaux s'écoulent vers l'ouest. Elles sont drainées par le Craon, rivière au débit irrégulier qui se termine sur la commune limitrophe de Bengy dans l'étang du Craon.
- la partie inférieure à l'est est située à une altitude d'environ 180 m ; ses eaux s'écoulent vers le nord et sont collectés par la Vauvise, rivière au faible débit qui se jette dans la Loire (rive gauche) à Saint-Satur, dans la proche banlieue de Sancerre, à 40 km au nord de Laverdines.

La partie supérieure de la commune est constituée de terrains marneux du callovien, dernière époque stratigraphique du Jurassique moyen (ère tertiaire), riche en fossiles. La partie inférieure, longtemps marécageuse et récemment drainée est constituée d'alluvions modernes. La côte intermédiaire entre les deux parties est formé par un long affleurement de bathonien supérieur bradfordien, période géologique précédant immédiatement le callovien.

## Histoire
Le 1er janvier 2019, la commune fusionne avec Baugy et Saligny-le-Vif pour former la commune nouvelle de Baugy dont la création est actée par un arrêté préfectoral du 18 octobre 2018.

## Politique et administration
| Période                                  | Période                         | Identité       | Étiquette | Qualité              |
| ---------------------------------------- | ------------------------------- | -------------- | --------- | -------------------- |
| Les données manquantes sont à compléter. |                                 |                |           |                      |
| mars 2001                                | En cours (au 27 septembre 2014) | Bernard Gindre | DVD       | Agriculteur retraité |

## Démographie
L'évolution du nombre d'habitants est connue à travers les recensements de la population effectués dans la commune depuis 1793. Pour les communes de moins de 10 000 habitants, une enquête de recensement portant sur toute la population est réalisée tous les cinq ans, les populations de référence des années intermédiaires étant quant à elles estimées par interpolation ou extrapolation. Pour la commune, le premier recensement exhaustif entrant dans le cadre du nouveau dispositif a été réalisé en 2004.

En 2016, la commune comptait 46 habitants, en évolution de −14,81 % par rapport à 2010 (Cher : −2,48 %, France hors Mayotte : +2,11 %).
| 1793 | 1800 | 1806 | 1821 | 1831 | 1836 | 1841 | 1846 | 1851 |
| ---- | ---- | ---- | ---- | ---- | ---- | ---- | ---- | ---- |
| 197  | 210  | 314  | 400  | 216  | 200  | 201  | 196  | 187  |

| 1856 | 1861 | 1866 | 1872 | 1876 | 1881 | 1886 | 1891 | 1896 |
| ---- | ---- | ---- | ---- | ---- | ---- | ---- | ---- | ---- |
| 202  | 285  | 289  | 245  | 225  | 252  | 220  | 220  | 266  |

| 1901 | 1906 | 1911 | 1921 | 1926 | 1931 | 1936 | 1946 | 1954 |
| ---- | ---- | ---- | ---- | ---- | ---- | ---- | ---- | ---- |
| 242  | 272  | 291  | 207  | 179  | 198  | 186  | 153  | 125  |

| 1962 | 1968 | 1975 | 1982 | 1990 | 1999 | 2004 | 2006 | 2009 |
| ---- | ---- | ---- | ---- | ---- | ---- | ---- | ---- | ---- |
| 93   | 102  | 58   | 58   | 47   | 43   | 48   | 43   | 56   |

| 2014 | 2016 | - | - | - | - | - | - | - |
| ---- | ---- | - | - | - | - | - | - | - |
| 49   | 46   | - | - | - | - | - | - | - |

## Économie
L'activité de la commune est principalement tournée vers l'agriculture ; c'est aussi une commune de résidence pour des personnes travaillant en relations avec la base aérienne d'Avord (15 km) ou les centres de Bourges et Nevers (35 km).
Le château est un lieu d'hôtellerie et de réception.

## Culture locale et patrimoine

### Lieux et monuments
- Château de Laverdines du XIXe siècle associant classicisme et tours d'angle néo-renaissance.

### Personnalités liées à la commune
- Claude Gindre, soyeux lyonnais a vécu à Laverdines [9]. Propriétaire du château, il est le constructeur de l'église.